# JASON
JASON é um grupo independente de cientistas que assessora o governo dos Estados Unidos em matérias referentes a ciência e tecnologia. Foi criado em 1960 e tem entre 30 e 60 membros. 
Para fins administrativos as atividades do JASON são realizadas por meio da MITRE Corporation, uma sociedade sem fins lucrativos com sede em McLeans, Virgínia.

## Membros
Formado por físicos, biólogos, químicos, oceanógrafos, matemáticos e outros cientistas, o JASON não publica sua lista de membros. De qualquer forma, a partir dos poucos trabalhos do grupo que foram publicados, é possível identificar como "Jasons" as pessoas indicadas abaixo:

Roy Schwitters – Dirigente do Jason desde 2004.

## Pesquisas
Uma lista de pesquisas realizadas pelo JASON pode ser vista no site da Federation of American Scientists: